# Mucharz (gmina)
Pour les articles homonymes, voir Mucharz.
Mucharz est une gmina rurale du powiat de Wadowice, Petite-Pologne, dans le sud de la Pologne. 

## Géographie
Son siège est le village de Mucharz, qui se situe environ 9 km au sud-est de Wadowice et 39 km au sud-ouest de la capitale régionale Cracovie.
La gmina couvre une superficie de 37,32 km2 pour une population de 3 878 habitants. La gmina inclut les villages de Jamnik, Jaszczurowa, Koziniec, Mucharz, Skawce, Świnna Poręba et Zagórze.
La gmina borde les gminy de Stryszów, Wadowice et Zembrzyce.